# Porvenir Miraflores
Porvenir Miraflores fue un club de fútbol peruano , oriundo del distrito de Miraflores, del departamento de Lima, del Perú. Fundado el 22 de mayo de 1922. Participó varias temporadas en la segunda profesional.

## Historia
El club fue fundado el 22 de mayo de 1922, en el distrito de Miraflores, Lima. 
Fue campeón en 1956 y 1966 de la Segunda División del Perú. 
En 1957 participó por primera vez en la primera profesional y descendió a fines del año.
En la segunda oportunidad en primera división del torneo Peruano en el descentralizado de 1967 contrató los servicios de 3 jugadores mundialistas de experiencia internacional: Zózimo Alves Calazães, José Varacka y Vladislao Cap. 
Fue en seis ocasiones que estuvo en la primera, en el Torneo Peruano de Fútbol de 1957, y posteriormente en los Torneos Descentralizados de 1967 hasta 1971 (apoyados por el Banco de la Industria y Construcción), cuando descendió definitivamente.
Durante la campaña de 1972, el club cambió de nombre a Miraflores F.B.C., desempeñando una campaña regular en la Segunda División donde ocupó el segundo lugar detrás del Chalaco del Callao. 
En 1973, tras la desactivación de la Segunda, el club se afilió a la Liga de Balnearios y posteriormente a la Primera División Distrital de Miraflores en 1974.
La Federación Peruana de Fútbol invitó al entonces Miraflores F.B.C. a participar en la Segunda División de 1983, que fue experimental. Participó en esa categoría hasta la edición siguiente donde pasó a la Intermedia B y perdió la categoría. Jugó sin éxito en la Etapa Regional de la Copa Perú 1985 regresando luego a su liga de origen.

## Datos del club
- Temporadas en Primera División: 6 (1957, 1967-1971).
- Temporadas en Segunda División: 19 (1950-1956, 1958-1966, 1972, 1983-1984).
- Mayor goleada conseguida:
  - En campeonatos nacionales de local:
  - En campeonatos nacionales de visita:
- Mayor goleada recibida:
  - En campeonatos nacionales de local: Porvenir Miraflores 1:6 Alianza Lima (24 de noviembre de 1969)
  - En campeonatos nacionales de visita: Alianza Lima 7:2 Porvenir Miraflores (1954)[2]

## Jugadores
| - José Varacka - Vladislao Cap - Zózimo - Alberto Loret de Mola - Dimas Zegarra | - Antonio Sanguinetto - Guillermo Fleming - Héctor Ladrón de Guevara - Ramón Aparicio - Rubén Dávila Lara | - Héctor Valle - Dimas Zegarra - Héctor Bailetti - Arturo Bisetti - Jorge 'Gato' Vásquez | - Jesús Peláez Miranda - Eduardo Schabauer - Arturo Lock - Eugenio Quispe - Moisés Barack | - Rafael Quispe. - Germán Lara. - Carlos Benítes. - Dimas Zegarra Mezarina. - Carlos Portanova. | - Jorge Vásquez. - Freddy Villa. - Moisés Vásquez Balbetón. - Leturia. - César Di Negro. - Vinha De Souza. - Aquíje |

 Daniel Cerro

## D.T.
- Juan Ulloa (1957).
- Juan Ulloa (1959).
- Luis López (1960)
- Pedro Valdivieso (1963).
- Luis Guzmán (1964-1965).
- Pedro Valdivieso (1965).
- Alejandro Heredia (1966).
- Zózimo (1967)
- José Chiarella (1967-1968).
- Federico Sacchi (1968).
- Diego Agurto (1969).
- José Gomes Nogueira (1969).
- Máximo Mosquera (1969-1970).
- Javier Mascaró (1971).
- José Chiarella (1971).
- Máximo Mosquera (1973).

## Palmarés

### Torneos nacionales (2)
| Competición nacional            | Títulos     | Subcampeonatos                      |
| ------------------------------- | ----------- | ----------------------------------- |
| Segunda División del Perú (2/6) | 1956, 1966. | 1952, 1955, 1958, 1963, 1964, 1972. |

### Torneos regionales
- Subcampeón de la Liga Regional de Lima y Callao (1): 1949.

## Equipos relacionados y no relacionados
Existen muchos equipos con nombres similares al cuadro histórico, al cual se hace referencia. Entre ellos tenemos al Club Deportivo Porvenir Miraflores del Establo Paramonga, fundado el 20 de abril de 1958. El Porvenir Miraflores FBC, fundado el 1967, de la Liga distrital de Pueblo Nuevo. El Club Cultural Deportivo Porvenir Miraflores, fundado en el 2001 también del distritro de Pueblo Nuevo.